# Epiplatea recta
Epiplatea recta är en tvåvingeart som beskrevs av Friedrich Georg Hendel 1911. Epiplatea recta ingår i släktet Epiplatea och familjen Richardiidae.
Artens utbredningsområde är Paraguay. Inga underarter finns listade i Catalogue of Life.